# Sofia Perez Casanova
Sofía Guadalupe Pérez Casanova de Lutosławski, także: Zofia Casanowa lub Zofia Lutosławska (ur. 30 września 1861 w A Coruña, zm. 16 stycznia 1958 w Poznaniu) – hiszpańska poetka, autorka prozy, dziennikarka, eseistka. Odznaczona hiszpańskim orderem la Gran Cruz de la Orden Civil de Beneficencia de Alfonso XIII (1925), w latach 30. wymieniana jako kandydatka do Nagrody Nobla.

## Życiorys
Pochodziła z obszaru hiszpańskiej Galicji, z rodziny hiszpańskiego polityka i jednocześnie poety, który opuścił rodzinę, udając się do Ameryki. W wieku kilkunastu lat  wraz z matką i braćmi przeniosła się do Madrytu. W utrzymaniu pozbawionej majątku rodziny pomagał dziadek Sofii oraz ojciec chrzestny, hrabia, wychowawca na dworze króla Hiszpanii. Dzięki temu wsparciu Sofia zdobyła wykształcenie, studiowała literaturę, muzykę, wiedzę o teatrze. Jej twórczością zainteresował się również król Hiszpanii Alfons XII, pod którego patronatem wydano jeden z tomów poetyckich pisarki. Jej twórczość została doceniona i w 1933 roku odznaczono ją hiszpańskim orderem Orden Civil de Alfonso XII. W latach 30. była kandydatką do Nagrody Nobla.
W 1887 roku wyszła za mąż za Wincentego Lutosławskiego, z którym odbywała liczne podróże po Europie i świecie. Przebywali m.in. w Dorpacie, gdzie Wincenty ubiegał się o posadę wykładowcy na tamtejszym uniwersytecie, następnie zaś w Moskwie. Czasowo mieszkali też w Londynie oraz w Kazaniu, gdzie Lutosławski objął katedrę na uczelni. Gościli także w ojczyźnie Sofíi, aby następnie osiedlić się w Krakowie, gdyż Wincenty otrzymał tam posadę na Uniwersytecie Jagiellońskim.
Ze związku z Wincentym Lutosławskim miała cztery córki: Marię (1888–1979), która wyszła za mąż za Mieczysława Niklewicza, Izabelę (1889–1972), która wyszła za mąż za Romualda Wolikowskiego,
Halinę (1897–1989), późniejszą żonę Czesława Meissnera, i Jadwigę, zmarłą w wieku dziecięcym. Małżeństwo rozpadło się z inicjatywy Lutosławskiego, który nie mógł pogodzić się z faktem, że nie ma męskiego spadkobiercy.

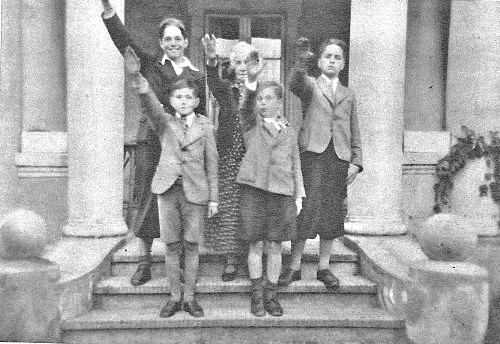
Sofía Casanova razem z wnukami oddaje salut rzymski, 1938

Po rozwodzie z mężem przeniosła się do Hiszpanii, często jednak podróżowała do Polski, gdzie mieszkały jej córki. Relacjonowała przebieg I wojny światowej i wojny polsko-bolszewickiej dla gazet (m.in dla hiszpańskiego dziennika ABC). Od 1920 roku przebywała głównie w Polsce, a na stałe osiadła w 1939 roku. W czasie II wojny światowej dzięki wstawiennictwu hiszpańskiego ambasadora w Berlinie mogła cieszyć się bezpieczeństwem i nie martwić się niedogodnościami wojennymi.
W swoich dziełach dawała wyraz konserwatywnemu światopoglądowi i monarchistycznym, antyrepublikańskim przekonaniom. Była blisko związana z obozem nacjonalistycznym w Hiszpanii i w Polsce. Zarówno ona sama, jak i jej rodzina przyjaźniła się z Romanem Dmowskim, który koniec życia spędził w rodzinnym majątku Lutosławskich i Niklewiczów, Drozdowie.
Pochowana na cmentarzu św. Jana Vianneya w Poznaniu.

## Twórczość
Opublikowała tomiki poetyckie: Poesías (1885), Fugaces (1898), El Cancionero de la dicha (1911). Wydawała też prozę, m.in.: Lo eterno. Narración española (1907), Más que amor. Cartas (1908), El pecado (1911) i Exóticas (1912), El doctor Wolski. Páginas de Polonia y Rusia (1914). Tworzyła także komedie (m.in. La madeja z 1913) oraz zajmowała się eseistyką i twórczością translatorską (była m.in. autorką przekładu Quo vadis Henryka Sienkiewicza na język hiszpański).
W swojej twórczości wyrażała poglądy m.in. na temat emancypacji kobiet.
Casanova poświęcała się także pracy społecznej i dobroczynnej. Przebywając w Madrycie, otworzyła instytut higieny dla ubogich kobiet, a w jej madryckim mieszkaniu spotykali się pisarze i artyści. Podobny tzw. salon polityczny prowadziła z mężem w Krakowie Na Groblach. Jej powieść pt. Więcej niż miłość ukazała się w 1908 roku w Madrycie, a niedługo potem w Polsce, w przekładzie córek autorki.